# Coleophora striolatella
Coleophora striolatella là một loài bướm đêm thuộc họ Coleophoridae. Nó được tìm thấy ở miền nam Pháp to Ý and from Hungary to Tây Ban Nha.
Ấu trùng ăn Linum narbonense. Chúng tạo tổ kén bằng tơ với một góc miệng khoảng 10°.